# Platysaurus guttatus
La lagartija plana enana o lagartija plana menor (Platysaurus guttatus) es una pequeña especie de reptil de la familia Cordylidae. Es endémico del sur de África.

## Descripción
Las hembras y juveniles tienen un lomo marrón oscuro con tres finas y quebradas rayas pálidas y varias manchas igualmente pálidas entre estas. La garganta es azul blanquecina, mientras que pecho y el vientre son blancos. El espaldar de los machos adultos son de color verde a verde azulado, contando con numerosas manchas pálidas. La cabeza la recorren tres rayas pálida y en la cola, hay un naranja brillante que es que se vuelve más pálido por debajo. La garganta es verde pálido con manchas negras y no tiene “collar”(líneas de un color determinado que dividen la cabeza y el resto del cuerpo). Los lados son azules, pero son verdes o azules cuando son inmaduros. 

## Hábitat y distribución
Este lagarto vive en Sudáfrica, Botsuana, el sur de Zimbabue, Mozambique y Malaui. Vive en sabanas áridas y mésicas en pequeños grupos familiares y demuestra mucha agilidad. Las puestas de unos dos huevos blancos se producen durante octubre y diciembre. Esta especie convive también con Platysaurus minor.